# Huda Ablan
Huda Ali Ablan (arab. هدى علي أبلان, Hudà ʿAlī Ablān; ur. w 1971 w Ibb) – poetka jemeńska. 
Ukończyła studia w zakresie biznesu i ekonomii na Uniwersytecie w Sanie. Otrzymała również tytuł magistra w dziedzinie politologii na tej samej uczelni (1993). Brała udział w wielu festiwalach poetyckich w Europie, recytując swoje wiersze. Wydała sześć tomików. Pierwszy z nich ukazał się w 1989 w Damaszku w Syrii. Jest sekretarzem generalnym Związku Pisarzy Jemenu.